# Hörpolding (Traunreut)
Hörpolding ist ein Dorf im Gemeindegebiet der Stadt Traunreut im Landkreis Traunstein in Oberbayern.

## Geografie
Die Ortschaft liegt an der B304 zwischen Traunstein und Trostberg sowie an der Bahnstrecke Traunstein–Garching und Bahnstrecke Hörpolding–Traunreut. Hörpolding gliedert sich in zwei Teile, das Oberdorf und das Unterdorf.
Während es im Oberdorf ein Bauunternehmen, einige Bauernhöfe, Weiler und ein Gasthof gibt, befinden sich im unteren Teil des Dorfes Wohnhäuser neueren Types, der Bahnhof, ein holzverarbeitendes Unternehmen sowie eine Mühle.

## Geschichte
Der Siedlungsraum wurde wohl bereits in der Bronzezeit benutzt;  archäologische Funde sind erst aus keltischer und römischer Zeit nachweisbar. 68 Reihengräber aus  dem 7./8. Jahrhundert sind gesichert. Dennoch dürfte die Siedlung erst im 8. Jahrhundert entstanden sein. Die patronymische Ortsbezeichnung („ad Herioltingam“) weist auf einen keltischen Grundeigentümer namens Heriolt hin. Die Ortschaft Hörpolding war ein Teil der Gemeinde Stein an der Traun und gehört mit dieser seit 1978 zur Stadtgemeinde Traunreut.

## Bahnhof

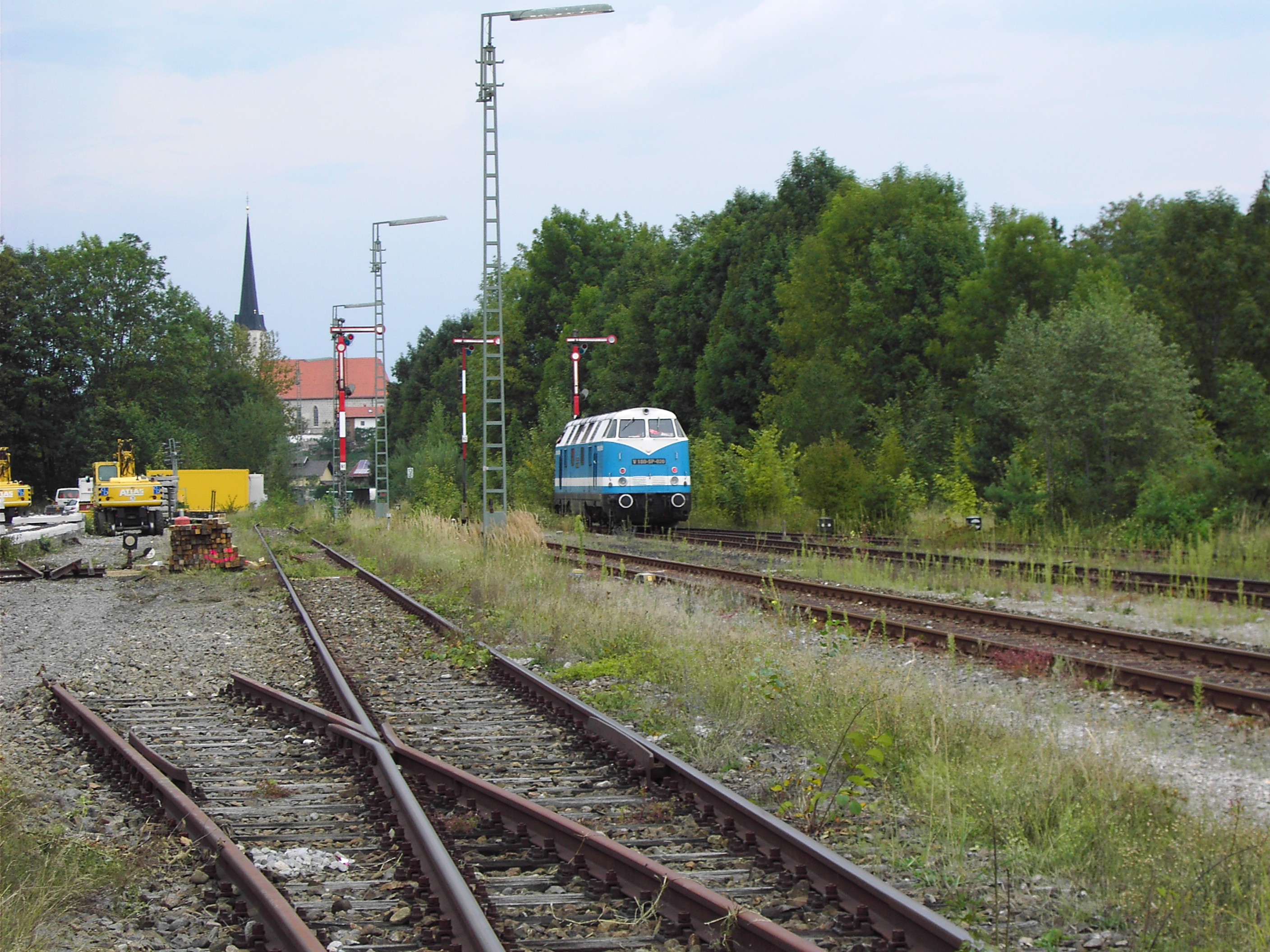
Der Bahnhof Hörpolding während der Gleisarbeiten im August 2006.

Der Bahnhof entstand mit der Eröffnung des Streckenabschnitts Traunstein–Trostberg am 31. August 1891. Im Jahre 1940 wurde er  erheblich vergrößert, um den Schwerverkehr, der von der Munitionsanstalt kam, schneller bewältigen zu können. Der Bahnhof verfügte über sechs Gleise und eine zweite Eisenbahnbrücke. Die Brücke wurde jedoch Anfang der 1990er-Jahre zurückgebaut, die Gleise dazu bereits in den 1980er-Jahren. Die zweite Brücke leistet heute ihren Dienst in Altenmarkt an der Alz. 
Seit der Wiederinbetriebnahme des Bahnhaltepunktes Traunreut dient der Bahnhof Hörpolding als Knotenbahnhof an der Traun-Alz-Bahn und der Bahnstrecke Hörpolding–Traunreut. 
Im August 2006 wurde der gesamte Oberbau von Hörpolding nach Traunstein mit Ausnahme des Streckenabschnittes zwischen Aiging und der Abzweigung Traunstein-Industriegebiet, erneuert. 
Am 29. September 1988 stürzte ein führerloser Zug, der von Traunstein kommend nach Hörpolding rollte, in die Traun.